# Nicola Corbascio
Nicola Corbascio (Castellana Grotte, 30 marzo 1931 – Castellana Grotte, 15 febbraio 2008) è stato un compositore, pianista, fisarmonicista, direttore di banda italiano.

## Biografia
Figlio di Angelo Corbascio e di Serafina Lanzilotta, iniziato in giovane età allo studio del pianoforte e della fisarmonica dallo zio, il Maestro Pietro Lanzilotta.
Si è diplomato in Strumentazione per Banda presso il Conservatorio "Egidio Romualdo Duni" di Matera, sotto la guida del Maestro G.Misasi.
Negli anni '60 ha suonato in diverse formazioni jazzistiche, esibendosi in Italia e all'estero: i 5 Rizzo, I Nichols, I Semplici, ecc. Con i 5 Rizzo successivamente riscuoterà un grande successo ed inciderà vari dischi con l'etichetta Odeon. Autore di diversa musica bandistica, ha insegnato per oltre 20 anni presso la Scuola Comunale di Musica di Castellana Grotte.

## Opere
La sua più nota composizione è la marcia Omaggio a Castellana nella quale imprime l'amore per il suo paese natìo, Castellana Grotte

### Marce
- Omaggio a Castellana, marcia sinfonica
- Elvira, marcia sinfonica (dedicata alla nipote: Elvira Corbascio)
- Sara, marcia sinfonica (dedicata alla figlia: Sara Corbascio)
- Columbia, marcia sinfonica
- Brasiliana, marcia sinfonica
- Pugliesina, marcia sinfonica
- La Sagra, marcia brillante
- Piersergio, marcia brillante (dedicata ai nipoti: Sergio Pellegrino e Pietro Corbascio)
- Brillantella, marcia in stile americano
- Andiamo alle Grotte, marcia brillante
- Allegria!, marcia brillante
- Orchidea, marcia funebre
- Delirio, marcia funebre
- Delirante, marcia funebre
- Ricordando Puccini, marcia funebre
- Ricordando Michele, marcia funebre (in morte del capobanda storico della Ass. Banda cittadina di Castellana Grotte: Michele Intini)
- Memoria, marcia funebre
- Sacro Dolore, marcia funebre
- Madre Santa, marcia funebre
- Ricordo, marcia funebre
- Triste, marcia funebre
- Non c'è più, marcia funebre
- Requiem, marcia funebre
- Commozione, marcia funebre
- Grido di Dolore, marcia funebre
- Riposo Eterno, marcia funebre (in morte dello zio: Pietro Lanzilotta)
- Lux Eterna, marcia funebre

### Musica leggera
- Amica
- Amore Proibito
- Annalisa
- Aria di Settembre
- Baby I Like
- Baby park
- Ballando con te
- Blue Jeans
- Caldo amore
- Canto in giro
- Claudia
- Dolci ricordi
- Domani cambierà
- Donna semplice
- Forse tu
- Giusy
- Got me darling
- Incantesimo
- Io e te sulla luna
- Lei non dovrà
- Liliana
- Nel mio cuore
- Notte d'autunno
- Nuvole
- Orlando curioso
- Parlami di te
- Quando vedo te
- Quante volte
- Ritmando in Fa
- La scherzosa, mazurca (composta assieme allo zio Pietro Lanzilotta)
- La scusa non ce l'hai
- Se potessi parlare al destin
- Sera d'estate
- Shanghai
- Siamo giovani
- I sogni dell'estate
- Il sogno più bello
- Sole di marzo
- Sorelle chiacchierelle
- Tira e molla, mazurca (composta assieme allo zio Pietro Lanzilotta)
- Tu che tutto sai di me
- Verrò da te
- Vieni a ballare lo shake
- Vorrei

### Musica per voci bianche
- Addio Scuola
- Danza tra le stelle
- La magnifica crociera
- Una partita a Nazareth
- Scegli la vita
- Gioia di vivere